# Jules Cotard

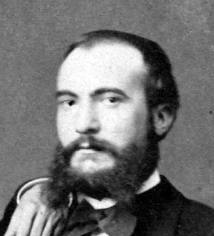
Jules Cotard

Jules Cotard (Issoudun, 1 juni 1840 - Vanves?, 19 augustus 1889) was een Franse neuroloog die vooral bekend is geworden door het naar hem genoemde syndroom van Cotard, een identificatiesyndroom waarbij men gelooft niet te bestaan of juist meent dood te zijn.
Na in Parijs medicijnen gestudeerd te hebben ging Cotard werken in het Hôpital de la Salpêtrière, waar hij onder andere werkte onder Jean-Martin Charcot. Zijn aandacht richtte zich hier voornamelijk op beroertes. Voor zijn onderzoek verrichtte hij onder andere autopsieën.
In 1869 verliet Cotard Salpêtrière en bij het uitbreken van de Frans-Pruisische Oorlog werd hij regimentsarts bij de infanterie. In 1874 verhuisde hij naar Vanves waar hij de laatste vijftien jaar van zijn leven doorbracht. Hier verlegde hij zijn medische aandacht naar diabetes en wanen. In 1882 beschreef hij het délire des négations, dat later bekend geworden is als het syndroom van Cotard.
In augustus 1889 kreeg Cotards dochter difterie. Hij week vijftien dagen lang niet van haar zijde tot ze weer beter was. Hij bleek zelf echter ook besmet en stierf op 19 augustus.

## Beknopte bibliografie
- Du délire hypochondriaque dans une forme grave de la mélancolie anxieuse - Annales medico-psychologiques, Parijs, 1880.
- Du délire des négations - Archives de neurologie, Parijs, 1882.

- Bibliothèque nationale de France: cb13165777q (data)
- Gemeinsame Normdatei: 1173461590
- International Standard Name Identifier: 0000 0000 0046 7736
- Library of Congress Control Number: n2015190468
- Système universitaire de documentation: 035081589
- Virtual International Authority File: 61684291
- WorldCat: E39PBJht7fr9KqhY7dG9c4yGHC